# László Gyetvai
László Gyetvai (Zólyom, 11 de dezembro de 1918 - Budapeste, 28 de agosto de 2013) foi um jogador de futebol húngaro que jogava na posição de atacante.
Em sua carreira profissional, que durou entre 1937 e 1948, Gyetvai defendeu apenas um time, o Ferencváros, onde atuara nas categorias de base durante quatro anos. No período, conquistou sete títulos, sendo a Copa Mitropa de 1937 a mais importante. Abandonou os gramados relativamente jovem, aos trinta anos de idade, em 1948.

## Carreira de técnico
Entre 1956 e 1959, Gyetvai trabalhou como técnico do Egyetértés, time de pequena expressão na Hungria. Regressou ao Ferencváros em 1960, agora como treinador das categorias de base, e vinte anos depois, foi nomeado membro da direção do clube.

## Seleção
Com a camisa da Seleção Húngara de Futebol, o atacante fez 17 partidas entre 1938 e 1942, marcando três gols. Embora fizesse parte de uma geração vencedora da Hungria, Gyetvai não teve chance de jogar uma Copa do Mundo, uma vez que as edições de 1942 e 1946 não foram realizadas graças à Segunda Guerra Mundial (encerrada em 1945). Quando a Hungria classificou-se para a Copa de 1954, Gyetvai já havia encerrado a carreira de jogador.

## Morte
Em 28 de agosto de 2013, em Budapeste, Gyetvai faleceu aos 94 anos de idade, sendo o ex-jogador mais velho ainda vivo a ter defendido a Seleção Húngara. A causa da morte não foi divulgada, e o Ferencváros expressou uma nota de pesar "em nome da direção, atletas e torcedores do clube", assegurando que ele "jamais" seria esquecido.